# Rasbokils landskommun
Rasbokils landskommun var en tidigare kommun i Uppsala län.

## Administrativ historik
Kommunen inrättades i Rasbokils socken i Rasbo härad i Uppland när 1862 års kommunalförordningar trädde i kraft 1863.
Vid kommunreformen 1952 gick den upp i Rasbo landskommun, som 1967 uppgick i Olands landskommun som upplöstes 1974 då detta område uppgick i Uppsala kommun. 

## Politik

### Mandatfördelning i Rasbokils landskommun 1938-1946
| 5 | 4 | 3 | 8 |

| 20 |

| 8 | 12 |

| 20 |

| 7 | 13 |

| 18 |